# Emerson Beauchamp
Isaac Emerson „Doc“ Beauchamp (* 14. Juni 1899 in Russellville, Logan County, Kentucky; † 15. April 1971, ebenda) war ein US-amerikanischer Politiker. Zwischen 1951 und 1955 war er Vizegouverneur des Bundesstaates Kentucky.

## Werdegang
Über die Jugend und Schulausbildung von Emerson Beauchamp ist nichts überliefert. Später schlug er als Mitglied der Demokratischen Partei eine politische Laufbahn ein. Sowohl während des Ersten als auch des Zweiten Weltkrieges diente er in der United States Army. Zwischen 1944 und 1946 saß er im Senat von Kentucky. In den Jahren 1952, 1956 und 1960 nahm er als Delegierter an den jeweiligen Democratic National Conventions teil.
1951 wurde Beauchamp an der Seite von Lawrence Wetherby zum Vizegouverneur von Kentucky gewählt. Dieses Amt bekleidete er zwischen 1951 und 1955. Dabei war er Stellvertreter des Gouverneurs und Vorsitzender des Staatssenats. Zwischen 1964 und 1968 übte er das Amt des State Treasurer von Kentucky aus. Er war auch Mitglied einiger Veteranenorganisationen. Emerson Beauchamp starb am 15. April 1971 in seiner Geburtsstadt Russellville.